# Иларион Мъгленски
Иларион (на гръцки: Ιλαρίων) е православен духовник, първият засвидетелтван епископ на Мъгленска епархия от XII век, обявен за светец в лика на светителите заради борбата му с еретиците.

## Биография
В църковно-научната литература от XIX век се налага мнението, че Иларион има български произход, тъй като като светец той се почита само у южните славяни. Според житията той е роден в знатно семейство и получава добро образование. Вероятно е роден в Охрид. Въпреки това, на 18 години той се замонашва и впоследствие е избран за игумен в неизвестен манастир. Според Пространното житие на архиепископ Евстатий Охридски се явява Света Богородица и му казва „Не отлагай, архиепископе, а сложи светилото върху свещника. Казвам – вземи Иларион, настоятеля на манастира, и го постави за пастир на мъгленци. Защото ще отвърне мнозина от съблазънта и ще ги насочи към светлината на благоразумието“. Съответно Евстатий около 1134 година ръкополага Иларион за епископ на град Мъглен. Там той открито влиза в конфликт с местните еретици – богомили, арменци и павликяни, които правят и опит да го убият с камъни. Иларион връща мнозина в лоното на православието и построява черква и манастир „Свети Апостоли“ на мястото на еретичните сборища. С „догматическо слово“ Иларион укрепва вярата и на император Мануил I Комнин (1143 – 1180), който бил склонен към еретическо учение.
Той умира на 21 октомври 1164 година и е погребан в основания от него манастир. Наследен е като игумен на манастира ученика му Петър.

## Почит
След смъртта си Иларион се явява на монасите и всява ред в изпадналия в беззаконие манастир. На гроба на Иларион започват да стават много изцеления и други чудеса. Ковчегът на Иларион е отворен и мошите му са открити нетленни.
До началото на XIII век култът към Иларион е местен – дните на смъртта му и пренасянето на мощите са свързани с тези на преподобния Иларион Велики. На 21 октомври 1206 година българският цар Калоян (1196 – 1207) пренася мощите на светеца в столицата Търново и ги полага вероятно в храма „Възнесение Господне“. По-късно цар Иван Асен II (1218 – 1241) ги мести в новопостроената църква „Свети Четиридесет мъченици“, построен в чест на Клокотнишката победа в 1230 година.
След османското нашествие и падането на Търново в 1393 година мощите на светеца са загубени. Според Виктор Григорович, който се позовава на разкази на очевидци, около 1845 година мощите били в гробница в превърната в джамия „Възнесение Господне“. Според други сведения при завоеванието мощите са скрити, а в XIX век пренесени в Цариград. Анонимната византийска хроника №72а казва, че след завоеванието на Търново султан Баязид Ι „намерил тялото на светия Иларион Чудотворец епископ Мъгленски и го подарил на господаря Константин, който пребивавал в Жиглово и го отнесъл в светия манастир на Архангелите в Сарандапор“.
В България има посветен само един храм в чест на свети Иларион, епископ Мъгленски. Малката, но красива черква, се намира в село Струма, Сандански.